# Дзвіниця на Дальніх печерах
Дзвіниця на Дальніх печерах — одна з найкращих барокових споруд XVIII ст. в ансамблі  Києво-Печерської лаври. Розташована поруч із церквою Різдва Богородиці, відіграє з нею провідну роль в архітектурному ансамблі  Дальніх печер. Є надбрамною і входить до системи оборонного муру нижньої Лаври, який прилягає до неї з двох сторін.

## Історія
Дзвіниця на Дальніх печерах була побудована у 1752 — 1761 роках лаврським майстром Степаном Ковніром за проектом архітектора Петра Нейолова. В 1959—1962 роках дзвіниця була відреставрована. Баня, рами ліхтарів, хрест і шпилі вкриті міддю та позолочені. На позолоту використано близько трьох кілограмів золота.

## Архітектура
Композицію дзвіниці утворено під впливом  Андріївської церкви. Дзвіниця струнка восьмигранна, висотою 41 м і має два яруси. В середній частині нижнього ярусу розміщений арочний проїзд, у бокових частинах — службові приміщення зі сходами, що ведуть нагору. Верхній ярус прикрашений стрункими коринфськими колонами і має чотири арки для розміщення дзвонів. Колись дзвонів було дев'ять.
Усі фасади дзвіниці оздоблено мереживом тонкого ліпного орнаменту, в якому переважають рослинні та стрічкові мотиви. Завершує дзвіницю триярусна висока баня вибагливої форми і стрункі шпилі-обеліски над кутовими контрфорсами.